# منذر الشيحاوي
منذر الشيحاوي (1949 - 6 أكتوبر 2015) شاعر سوري ولد عام 1949 في بلدة سلمية في محافظة حماة،  أتم دراسته الابتدائية والإعدادية والثانوية في سلمية، ثم حصل على شهادة من معهد إعداد المدرسين بدمشق بتخصص مادة التربية الفنية، وعمل معلماً لمادة الرسم منذ عام 1972.
بدأ بكتابة الشعر منذ المرحلة الإعدادية، ونشر أولى قصائده حين كان في المرحلة الثانوية، في الصحف والمجلات المحلية.
عرف بأسلوبه الكتابي الساخر ما جعله أحد رموز الشعر الساخر والناقد منذ أواخر التسعينيات.

## هواياته
بالإضافة لكتابة الشعر يمارس الخط العربي والتصوير المائي والزيتي

## جوائز
نال الجائزة الأولى في الشعر العمودي بمهرجان سلمية الشعري عام 1993

## وفاته
توفي صباح الثلاثاء 6 تشرين الأول 2015 في سلمية عن عمر يناهز 66 عاماً بعد معاناة صعبة مع مرض العضال.